# التمثيل الجنسي في ألعاب الفيديو

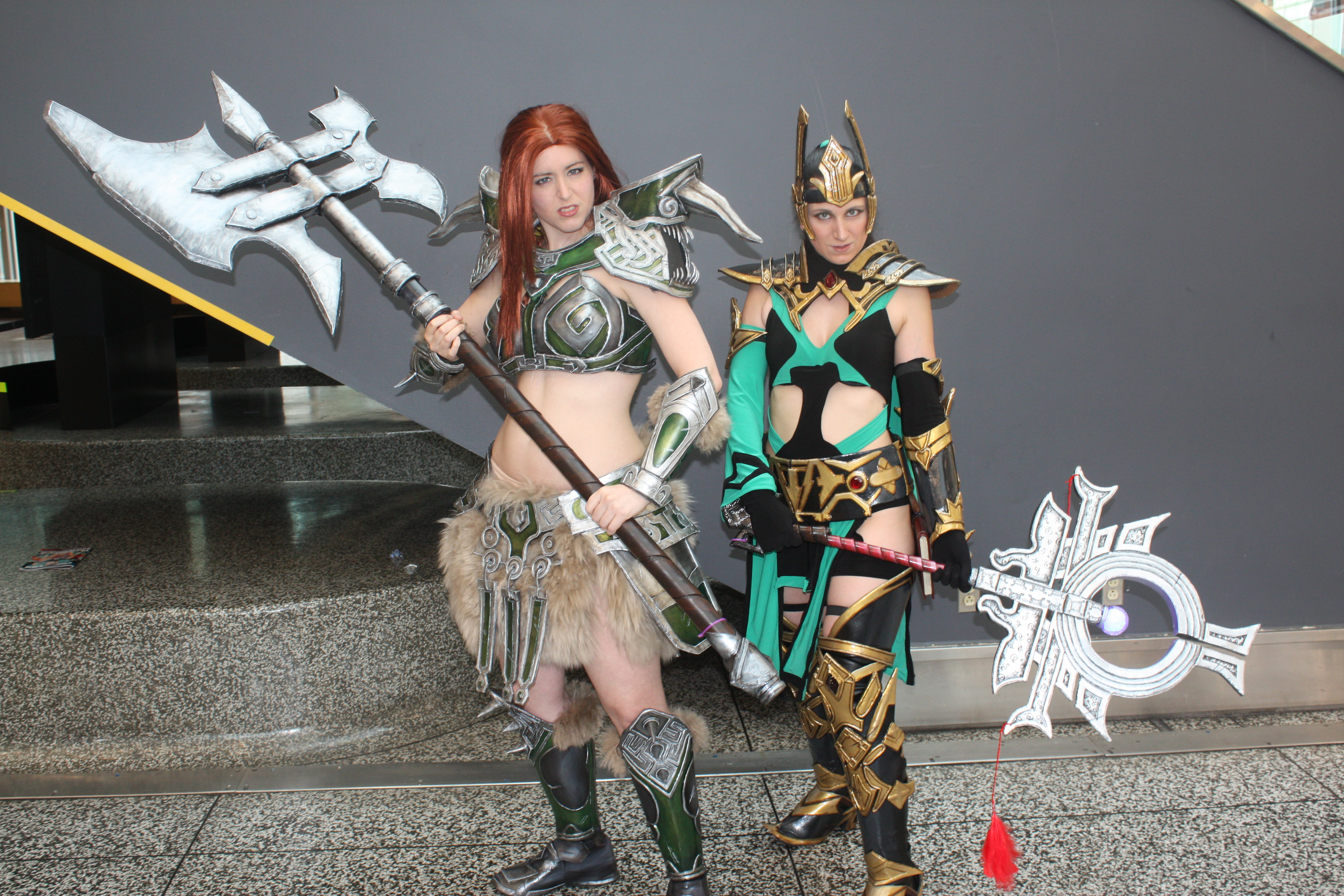

تصوير الرجال والنساء في ألعاب الفيديو، كما هو الحال في وسائل الإعلام الأخرى، هو موضوع الأبحاث من أجل دراسة النوع الاجتماعي، والمناقشة حول التحيز الجنسي في ألعاب الفيديو، وعلى الرغم من أن النساء يشكلن حوالي نصف لاعبي ألعاب الفيديو، إلا أنهن يمثلن بشكل ناقص كشخصيات في الألعاب الرئيسية، على الرغم من بروز بطلات مثل ساموس أران أو لارا كروفت.
ويعكس تصوير المرأة في الألعاب في كثير من الأحيان الأدوار التقليدية للجنسين، أو التمييز الجنسي، أو القوالب النمطية السلبية، كتلك المتعلقة بالبؤس المحزن، وغالبا ما يتم تصوير الشخصيات الذكور بشكل نمطي مثل بروز العضلات، وكانت الشخصيات من المثليين قد ظهرت في ألعاب الفيديو لكن بشكل بطيء نتيجة الإيمان بفكرة الهيتيرونورماتيفيتي
.
وتشير البحوث إلى أن الكيفية التي يصور بها الجنسين في الألعاب يمكن أن تؤثر على تصور اللاعبين لأدوار الجنسين، وأن الفتيات الصغيرات يفضلن أن يلعبن شخصية من جنسهن أكثر بكثير مما يفعله الأولاد، وفي المتوسط، تباع الألعاب التي تقودها الإناث نسخا أقل من النسخ التي يقودها الرجال، ولكن لديها أيضا ميزانيات تسويقية أقل.

## الخصائص الديموغرافية للألعاب
أظهر استطلاع أجرته مؤسسة غالوب في عام 2008 أن نصف عدد لاعبي ألعاب الفيديو الأمريكية في عام 2014 كانوا من النساء.
وفي عام 2014، في المملكة المتحدة وإسبانيا، شكلت النساء حوالي 52٪ و 48٪ من لاعبي ألعاب الفيديو على الترتيب،  ووفقا لدراسة أجراها مركز بيو للأبحاث عام 2008، فإن 99" ٪ من الفتيان و 94٪ من الفتيات يلعبن ألعاب الفيديو باستمرار.
يلعب الرجال والنساء ألعاب الفيديو، لكن الدراسات تشير إلى وجود اختلافات في اختيار المنصات والألعاب.